# Greg Nixon
Greg Nixon (12 september 1981) is een Amerikaanse sprinter, die gespecialiseerd is in de 400 m. Zijn grootste successen behaalde hij op de 4 × 400 m estafette, waarop hij twee achtereenvolgende malen wereldindoorkampioen werd, in 2008 en 2010, en eenmaal wereldoutdoorkampioen, in 2011.

## Loopbaan
Op de wereldindoorkampioenschappen van 2008 in het Spaanse Valencia nam Nixon deel aan zowel de 400 m individueel als de 4 × 400 m estafette. Op het individuele nummer sneuvelde hij met een tijd van 47,64 s in de voorrondes. Op het estafettenummer won hij een gouden medaille met zijn teamgenoten James Davis, Jamaal Torrance en Kelly Willie. Met een tijd van 3.06,79 versloegen zij de estafetteploegen uit Jamaica (zilver; 3.07,68) en de Dominicaanse Republiek (brons; 3.07,77). Dit was de zevende maal dat een Amerikaans estafetteteam de indoorwereldtitel won op de 4 × 400 m.
De achtste en voor Nixon tweede maal vond plaats op de wereldindoorkampioenschappen van 2010 in Doha, waar hij samen met zijn landgenoten Jamaal Torrance, Tavaris Tate en Bershawn Jackson naar een eclatante overwinning snelde in 3.03,40, de verzamelde concurrentie meer dan 3,5 seconden achter zich latend, van wie het Belgische viertal het verrassend genoeg nog het beste deed met een tweede tijd van 3.06,94, een nieuw Belgisch record, gevolgd door de Britten in 3.07,52.

## Titels
- Wereldkampioen 4 × 400 m - 2011
- Wereldindoorkampioen 4 × 400 m - 2008, 2010
- Amerikaans kampioen 400 m - 2010
- Amerikaans indoorkampioen 400 m - 2007

## Persoonlijke records
Outdoor
| Onderdeel | Prestatie | Datum         | Plaats     |
| --------- | --------- | ------------- | ---------- |
| 100 m     | 10,62 s   | 31 mei 2011   | Ostrava    |
| 200 m     | 20,39 s   | 18 april 2009 | Greensboro |
| 300 m     | 32,34 s   | 23 maart 2013 | Pasadena   |
| 400 m     | 45,08 s   | 24 april 2010 | Des Moines |

Indoor
| Onderdeel | Prestatie | Datum            | Plaats      |
| --------- | --------- | ---------------- | ----------- |
| 200 m     | 20,65 s   | 6 februari 2009  | Eaubonne    |
| 300 m     | 32,38 s   | 10 februari 2009 | Liévin      |
| 400 m     | 45,77 s   | 28 februari 2010 | Albuquerque |

## Palmares

### 400 m
Kampioenschappen
- 2007:  Amerikaanse indoorkamp. - 46,75 s
- 2008: 3e in serie WK indoor - 47,64 s
- 2010:  Amerikaanse kamp. - 44,61 s

Diamond League-podiumplekken
- 2011:  Shanghai Golden Grand Prix – 45,50 s

### 4 × 400 m
- 2008:  WK indoor - 3.06,79
- 2010:  WK indoor - 3.04,40
- 2011:  WK - 2.59,31

1983: Lovasjov, Troshchilo, Tsjernetski, Markin ·
1987: Everett, Haley, McKay, Reynolds ·
1991: Black, Redmond, Regis, Akabusi ·
1993: Valmon, Watts, Reynolds, Johnson ·
1995: Ramsey, Mills, Reynolds, Johnson ·
1997: Thomas, Black, Baulch, Richardson, Hylton ·
1999: Czubak, Maćkowiak, Bocian, Haczek ·
2001: Moncur, Brown, McIntosh, Munnings ·
2003: Djhone, Keïta, Diagana, Raquil ·
2005: Rock, Brew, Williamson, Wariner ·
2007: Merritt, Taylor, Williamson, Wariner ·
2009: Taylor, Wariner, Clement, Merritt ·
2011: Nixon, Jackson, Taylor, Merritt ·
2013: Verburg, McQuay, Hall, Merritt ·
2015: Verburg, McQuay, Nellum, Merritt ·
2017: Solomon, Richards, Cedenio, Gordon ·
2019: Kerley, Cherry, London, Benjamin ·
2022: Godwin, Norman, Deadmon, Allison ·
2023: Hall, Norwood, Robinson, Benjamin